# Ratolí de Thomas d'Anderson
El ratolí de Thomas d'Anderson (Thomasomys andersoni) és un rosegador del gènere Thomasomys que viu a Bolívia, on només és conegut en una localitat del departament de Cochabamba. L'espècie fou anomenada en honor del biòleg estatunidenc Sydney Anderson, per les seves nombroses contribucions al coneixement dels mamífers de Bolívia. Els seus parents més propers són T. oreas i una espècie que encara no ha sigut descrita, però que s'assembla morfològicament a T. notatus. L'espècie és coneguda a partir de només dos individus, que foren capturats als arbres.